# Scelio rufonotatus
Scelio rufonotatus är en stekelart som beskrevs av Jean-Jacques Kieffer 1906. Scelio rufonotatus ingår i släktet Scelio och familjen Scelionidae. Inga underarter finns listade i Catalogue of Life.